# Джулиано да Майано
Джулиано ди Леонардо (Нардо) д’Антонио, прозванный Джулиано да Майано (итал.  Giuliano di Leonardo d'Antonio, Giuliano da Maiano; около 1432, Майано — 17 октября 1490, Неаполь) — знаменитый мастер интарсии по дереву, скульптор и архитектор периода кватроченто — раннего итальянского Возрождения флорентийской школы. Член известной художественной семьи, старший брат Бенедетто да Майано.

## Биография
Джулиано да Майано родился в местечке Майано, в окрестностях Фьезоле близ Флоренции, в семье плотника и каменщика Леонардо д’Антонио, который поселился во Флоренции в 1465 году. В семье было ещё два брата: Бенедетто да Майано и Джованни да Майано Младший (1487—1543).
Джулиано рано проявил свои таланты, отец сначала надеялся сделать из него нотариуса, но его способность к скульптуре в итоге одержала верх. Джулиано да Майано сначала выучился на плотника в мастерской своего отца, затем изучал архитектуру у Франческо ди Джованни, известного как Франчоне, где он познакомился с новациями Брунеллески, Филиппо Филиппо Брунеллески в архитектуре. Джулиано возглавил семейную мастерскую, в которой выполняли алтарные обрамления, мебель с интарсиями, церковные скамьи, сундуки кассоне, шкафы для сакристий и частных палаццо, в частности, для флорентийского собора Санта-Мария-дель-Фьоре и Палаццо Веккьо.
С 1449 года Джулиано да Майано был членом гильдии каменщиков и плотников (Arte dei Maestri di pietra e legname). В 1455 году он начал сотрудничество с флорентийским живописцем Нери ди Бичи. С 1460 по 1468 год да Майано работал на строительстве Дуомо (собора) в Сан-Джиминьяно, где он расширил собор и построил капеллу Санта-Фина. С 1462 по 1472 год он был архитектором семьи Пацци, занимаясь перестройкой Палаццо Пацци во Флоренции. Для семьи Строцци в Палаццо-делло-Строццино (малого дворца в отличие от «большого» Палаццо Строцци) он добавил «благородный этаж» (piano nobile; около 1456 года), в манере Палаццо Медичи-Риккарди, к первому этажу, который был начат Микелоццо ди Бартоломео. Джулиано также часто приписывают авторство проекта Палаццо Антинори во Флоренции (1465—1469). В Сиене он построил Палаццо Спаннокки (около 1475), с изящным во флорентийской манере рустованным фасадом и сдвоенными арочными окнами. В Сан-Джиминьяно Джулиано приписывают расширение романской церкви святой Марии и строительство капеллы святой Фины в сотрудничестве с братом Бенедетто. В Ареццо, где Бенедетто возвёл портик Санта-Мария-делле-Грацие, Джулиано руководил строительством монастыря Бадия Физолана.
Считается, что замечательный миниатюрный фасад церкви монастыря Бадиа во флорентийском «инкрустационном стиле» повлиял на облик церкви Санта-Мария-дель-Сассо, расположенной недалеко от Биббьены (Тоскана), возведённой в 1486—1487 годах. Документы подтверждают, что её строители представляли свои счета Джулиано да Майано для заверения. Монахи Сан-Марко были ответственными за строительство, но покровителями были Медичи.
Джулиано да Майано с 1468 года совместно с Франческо ди Джорджо, Джулиано да Сангалло, Донато Браманте, Баччо Понтелли и Андреа Сансовино принимал участие в расширении Сантуарио делла Санта Каза в Лорето. Он также работал в Палаццо Веккьо вместе с Бенедетто, в частности, над потолком, дверьми и мраморными обрамлениями дверей в Зале лилий. В 1480 году Джулиано закончил скинию Мадонны дель Оливо для кафедрального собора Прато, выполненную в сотрудничестве со своими братьями Бенедетто и Джованни.
С 1477 года Джулиано был главным архитектором Флорентийского собора и с небольшим перерывом сохранял эту должность до самой смерти.
Беспримерным шедевром среди работ Джулиано да Майано стали стенные панели Сакристии Святой мессы собора Санта-Мария-дель-Фьоре во Флоренции, выполненные в сотрудничестве с братом Бенедетто в 1436—1468 годах в технике интарсии (углублённой мозаики) с использованием различных пород дерева, мрамора и стеклянной пасты, включая стенные панно с «обманками» (фр. trompe-l'œil — «обманчивый глаз», «обманчивая видимость»). В этой работе принимали участие также А. Бальдовинетти, А. Манетти, Мазо да Финигуэрра и Баччо Понтелли.
С 1487 года Джулиано работал в Неаполе, где Альфонсо, будущий король, а в то время герцог Калабрии, нанял его для строительства Виллы Поджо Реале (не сохранилась). Джулиано также воздвиг в Неаполе городские ворота типа барбакана из мрамора: Порта Капуана. Они имеют форму древнеримской триумфальной арки с пилястрами коринфского ордера, обрамлённой круглыми крепостными башнями. Также в Неаполе он построил Порта-Нолана и Капеллу Толоса в церкви Сант-Анна-деи-Ломбарди.
Джулиано умер в Неаполе в 1490 году, и сам Альфонсо предоставил плакальщиков для его похорон.

### Студиоло герцога Монтефельтро
Широкую известность Джулиано да Майано принесла комната, полностью покрытая панелями в технике интарсии: «Студиоло» (кабинета для уединённых занятий) герцога Федерико да Монтефельтро в Палаццо Дукале (герцогском дворце) в Урбино (Studiolo di Federico da Montefeltro; 1473—1476). Небольшое помещение размером всего 3,60 м × 3,35 м спроектировано Лучано Лаурана около 1472 года и завершено около 1476 года. Оформлено Джулиано да Майано деревяннымиинтарсиями с иллюзорными изображениями полок с полуоткрытыми решётчатыми дверцами, с книгами, астрономическими и музыкальными инструментами, а также символами свободных искусств. Среди прочего: научные инструменты и приборы с астролябией и армиллярной сферой, песочные часы, оружие и доспехи, другие предметы вплоть до попугаев в клетке. По периметру верхней части комнаты расположены идеализированные портреты «знаменитых людей» (Uomini illustri): различных исторических и современных лиц. Двадцать восемь полуфигур написаны нидерландским живописцем Йосом ван Гентом (Йосом ван Вассенхове) в 1474 году (с изменениями Педро Берругете, часть портретов заменена копиями, оригиналы ныне находятся в парижском Лувре). Помимо вымышленных «портретов» философов, учёных, а также знаменитых личностей античности и средневековья, Отцы Церкви Отцов Церкви и теологов, в «галерею» включены портреты пап Пия II, Сикста IV, кардинала Виссариона и Витторино да Фельтро (очевидно, по выбору заказчика). На инкрустированных панелях в иллюзорных подобиях скульптур — образ Федерико в облачении учёного и аллегорические фигуры Веры, Надежды, Любви.
Второе «Студиоло», оформленное по желанию Федерико да Монтефельтро во дворце в Губбио, создавалось в 1479—1482 годах. Второй кабинет иногда называют студиоло Гвидобальдо (по имени сына герцога). В нижних частях панно в стиле «обманок» и в технике деревянной интарсии изображены решётчатые дверцы шкафов, как-бы частично приоткрытые, указывающие на интерес художников того времени к линейной перспективе. В шкафах выставлены предметы, отражающие широкие художественные и научные интересы герцога Федерико, а изображения книг напоминают о его обширной библиотеке. Верхняя часть стен была оформлена живописью. Также представлены гербы Монтефельтро. Эта комната была спроектирована Франческо ди Джорджо Мартини и выполнена Джулиано да Майано. Однако ещё в XVII столетии панели студиоло оказались разрозненными. Лишь небольшая часть сохранилась до наших дней.
Из семи композиций две были приобретены в 1821 году Кайзер-Фридрих-Музеумом у банкира Эдварда Солли и сгорели при пожаре в Берлине во время Второй мировой войны. Они известны лишь по старым чёрно-белым фотографиям.
Две другие в 1866 году были приобретены Национальной галереей в Лондоне у Уильяма Бланделла Спенса (ранее находились в коллекции Козимо Конти), три оставшиеся были утрачены ещё ранее. В 1879 году сохранившиеся были куплены князем Массимо Ланчелотти для виллы во Фраскати, в 1937 году проданы немецкому антиквару Адольфу Лёве, который перевёз их в Венецию. В 1939 году интарсии приобрел Метрополитен-музей в Нью-Йорке, где была смонтирована копия студиоло из Губбио. В самом Палаццо Дукале в Губбио много позднее создали условный макет.

## Галерея

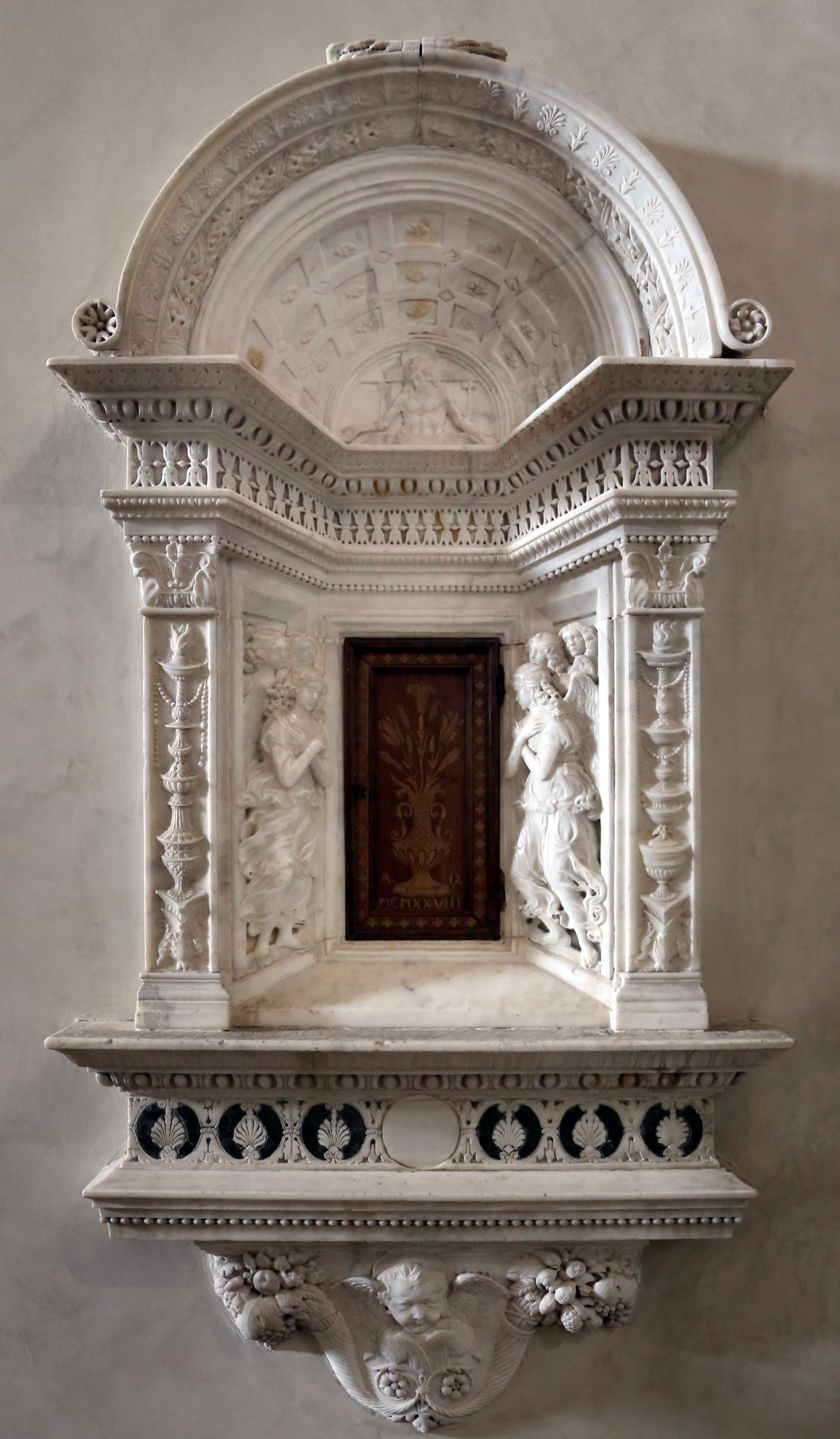
Табернакль церкви Бадиа а Сеттимо, Скандичи. Между 1452 и 1490 гг.
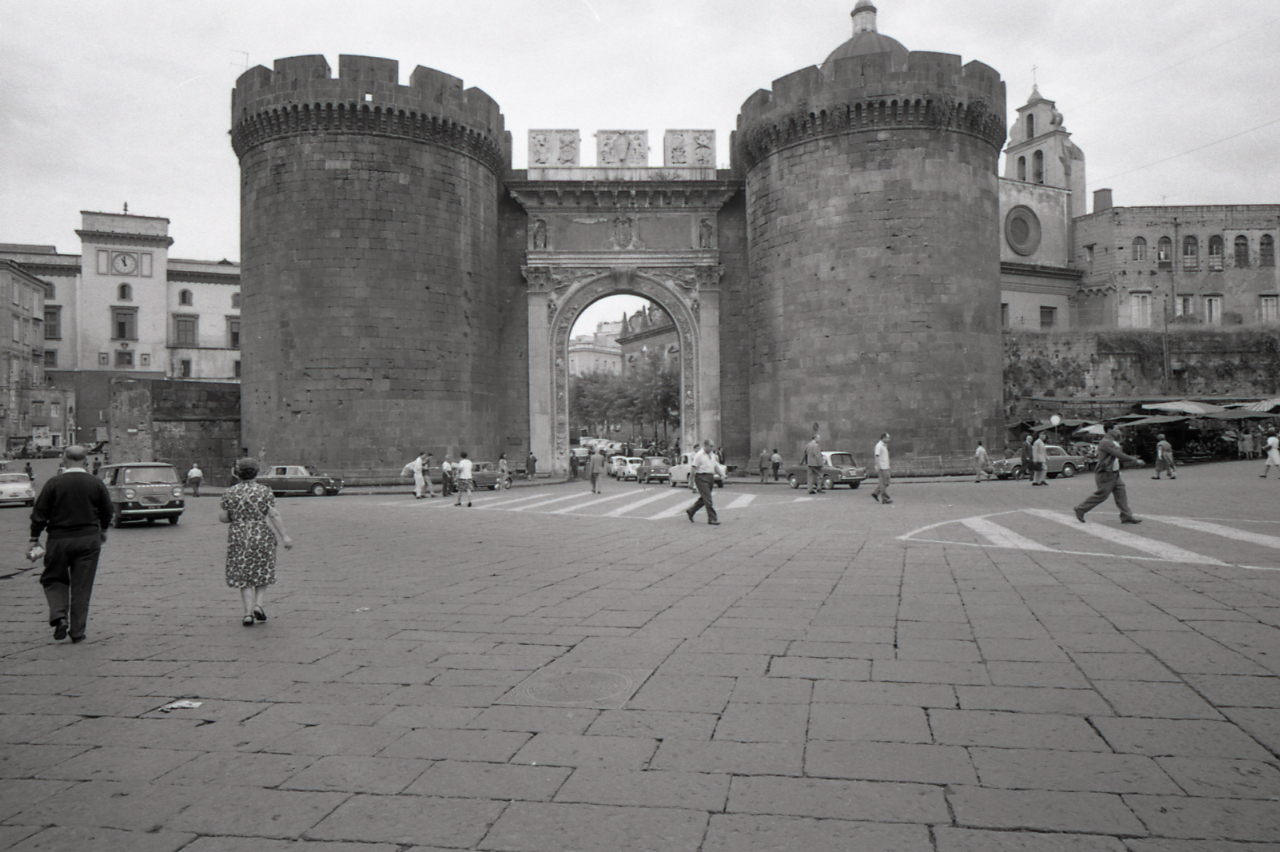
Порта Капуана в Неаполе. Фотография П. Монти. 1965
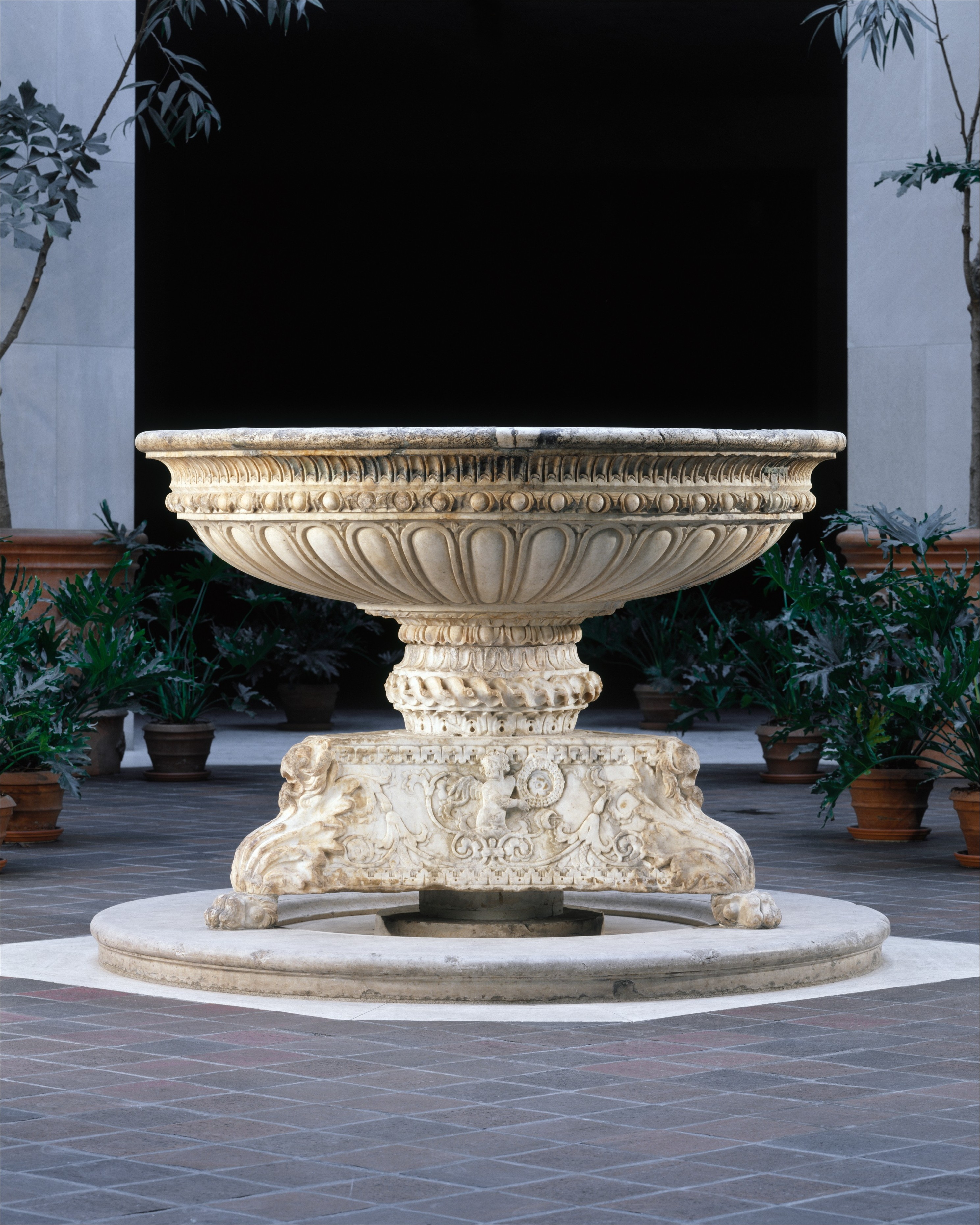
Фонтан с гербом Якопо Пацци. Флоренция. Ок. 1470
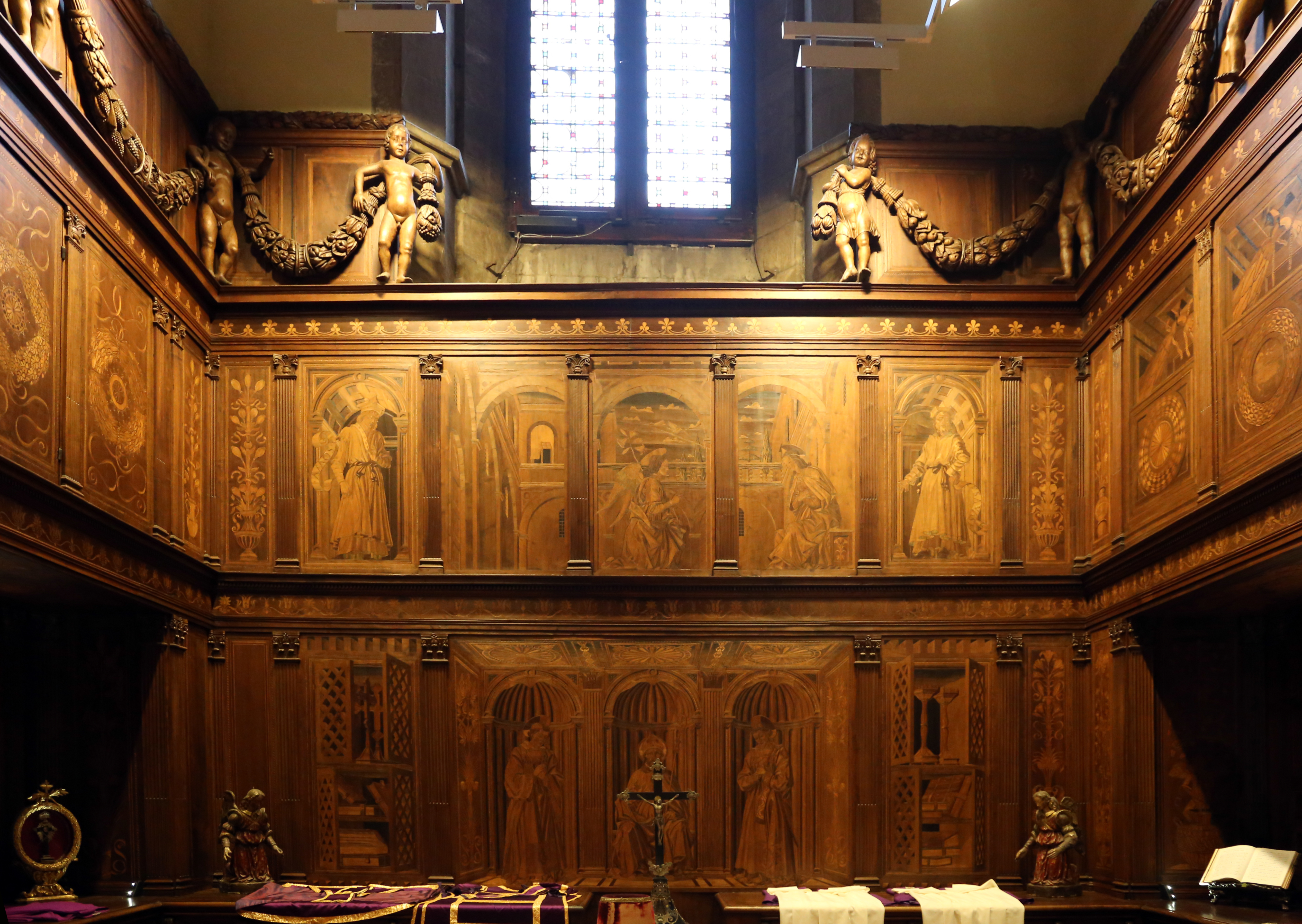
Сакристия Святой мессы. 1436-1468. Собор Санта-Мария-дель-Фьоре, Флоренция
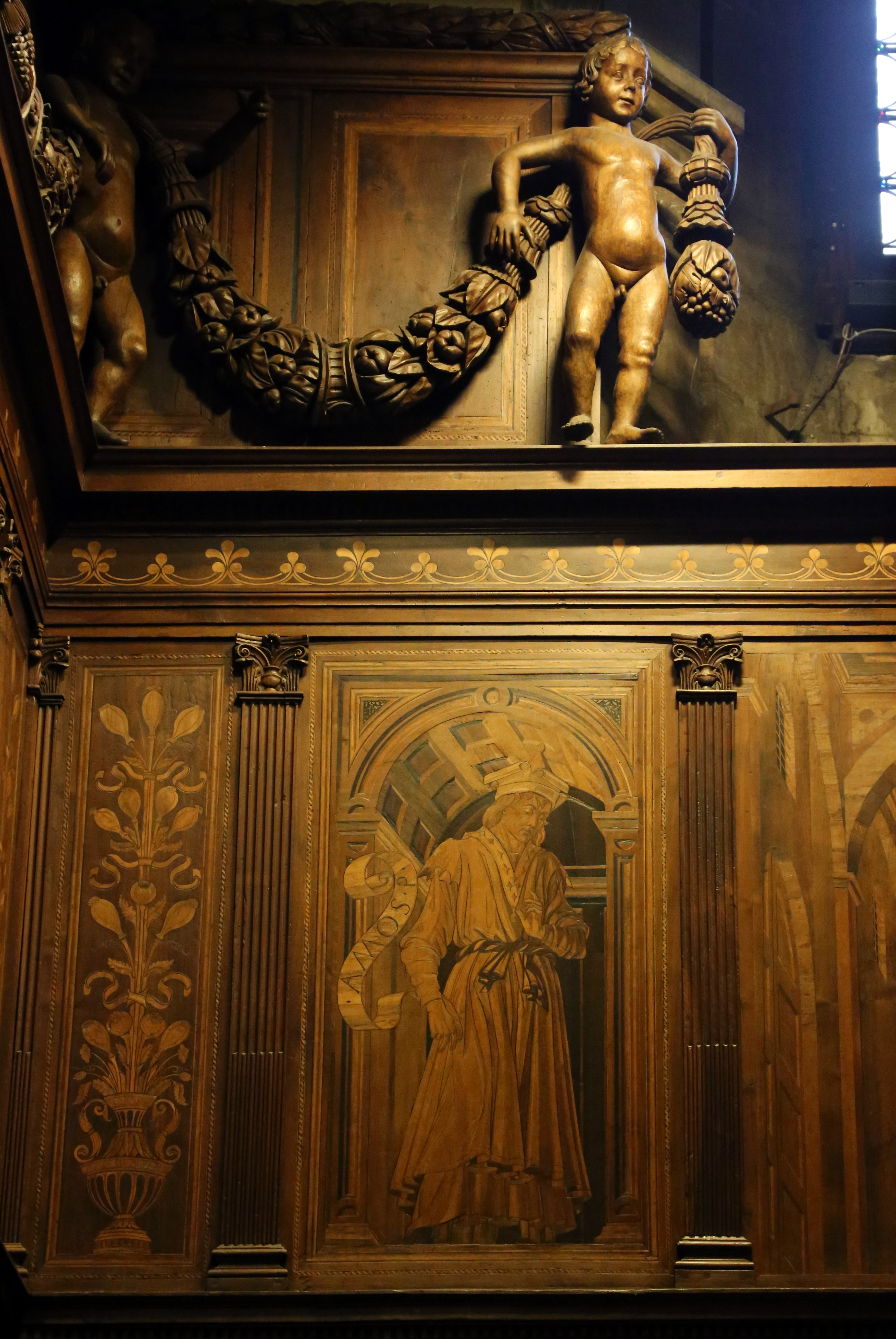
Сакристия Святой мессы. Деталь
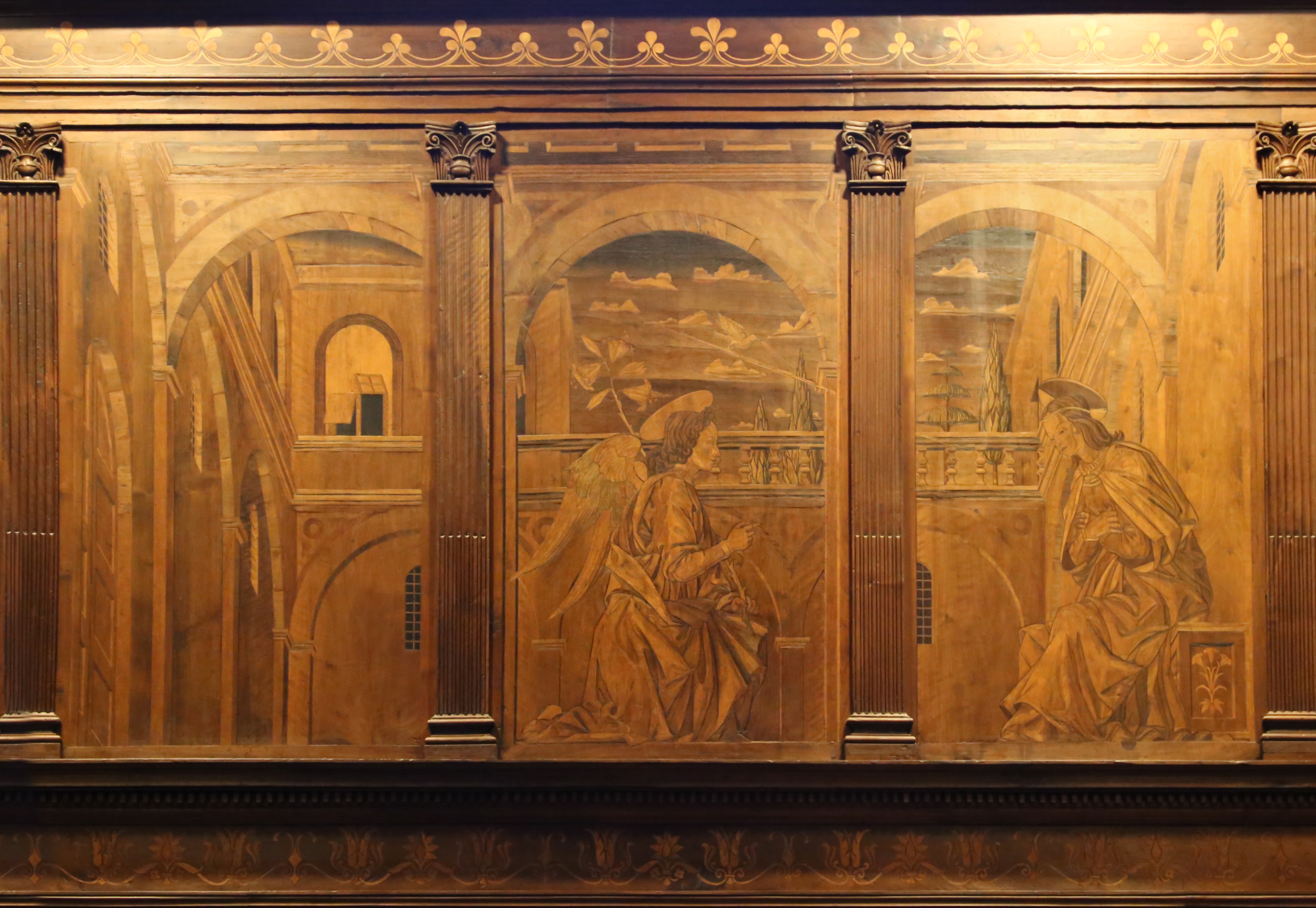
Сакристия Святой мессы. Сцена Благовещения Марии. Интарсия
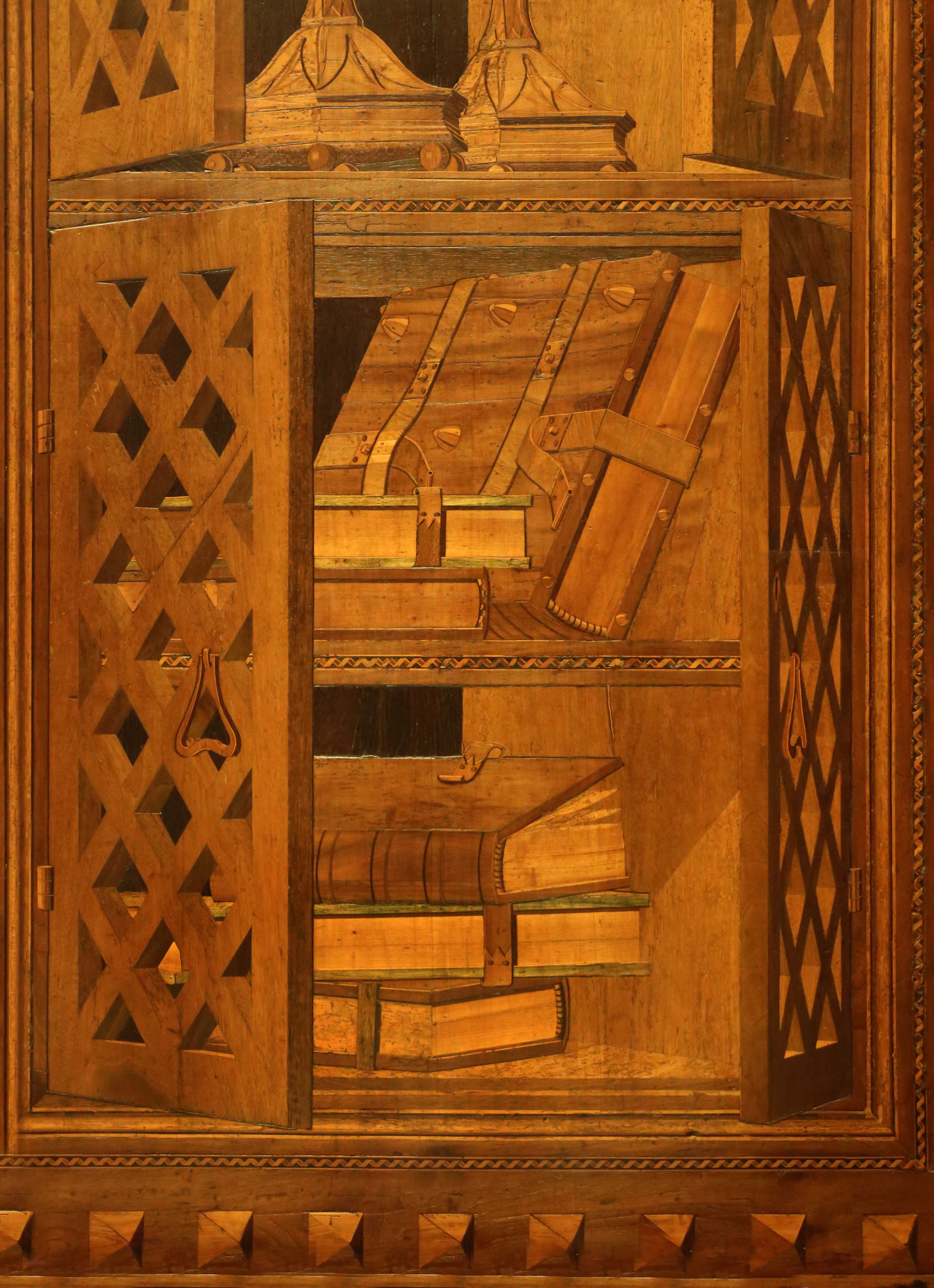
Сакристия Святой мессы. Деталь стенной панели: «обманка»
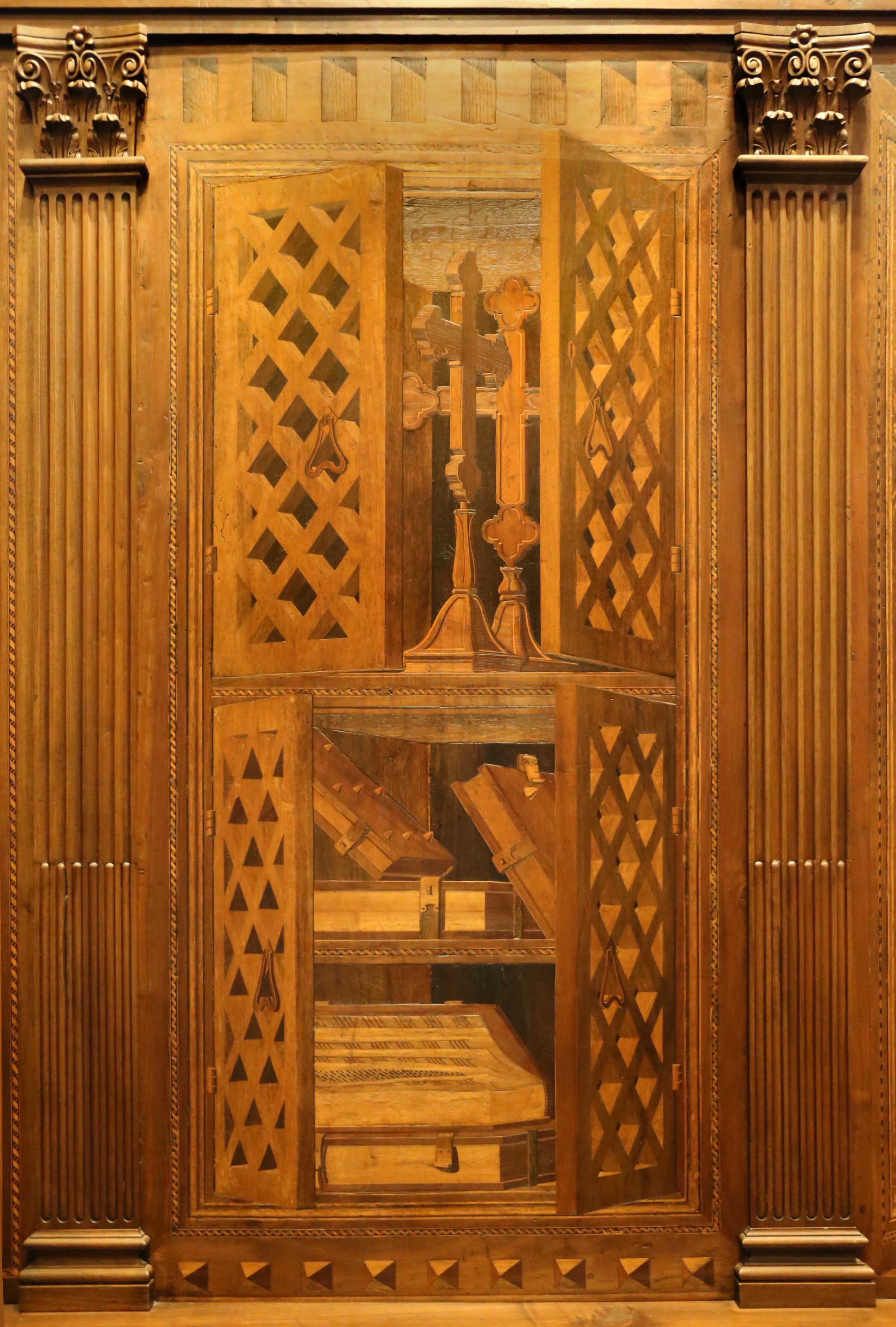
Сакристия Святой мессы. Деталь стенной панели
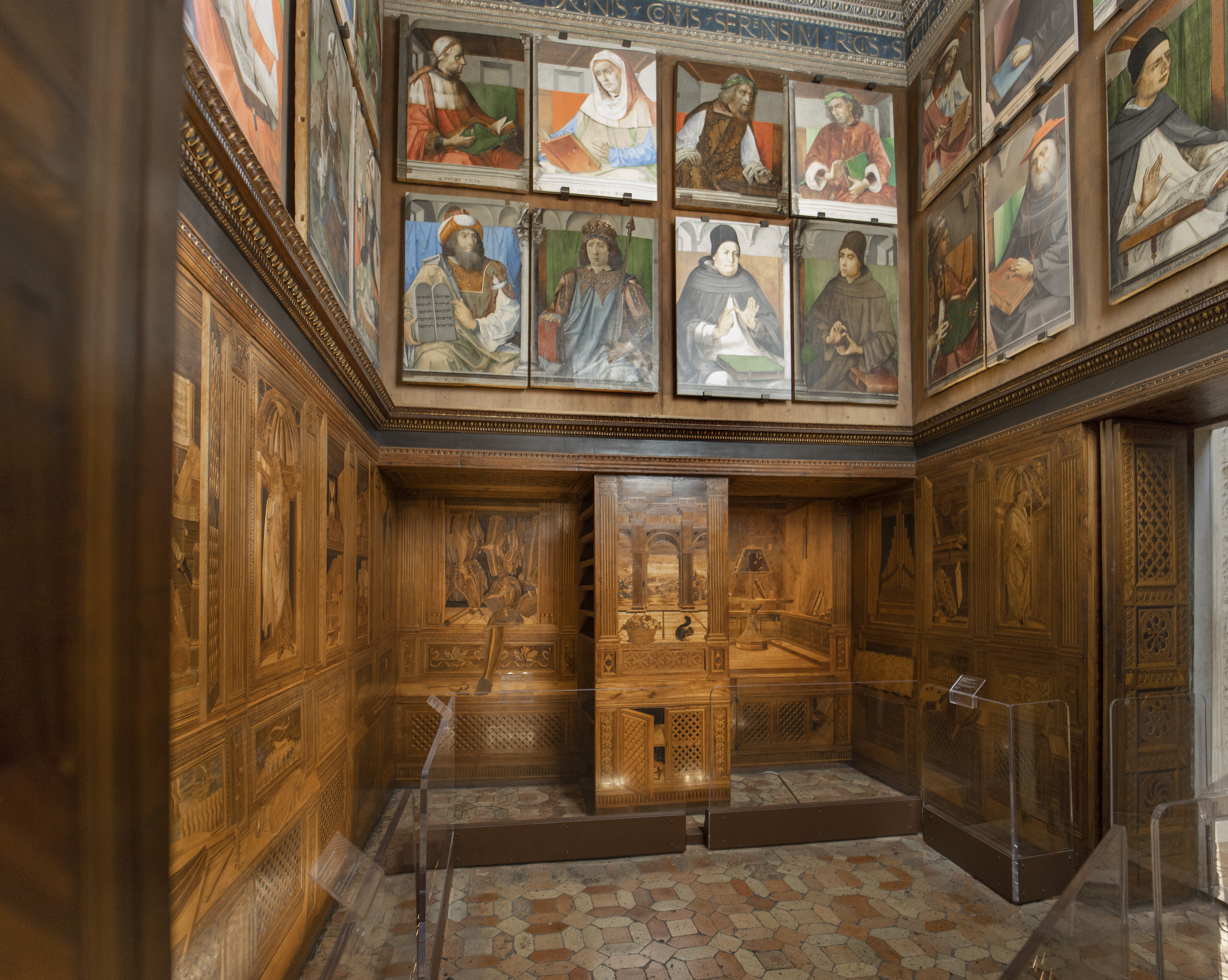
Студиоло герцога Федерико да Монтефельтро в Урбино. 1473—1476
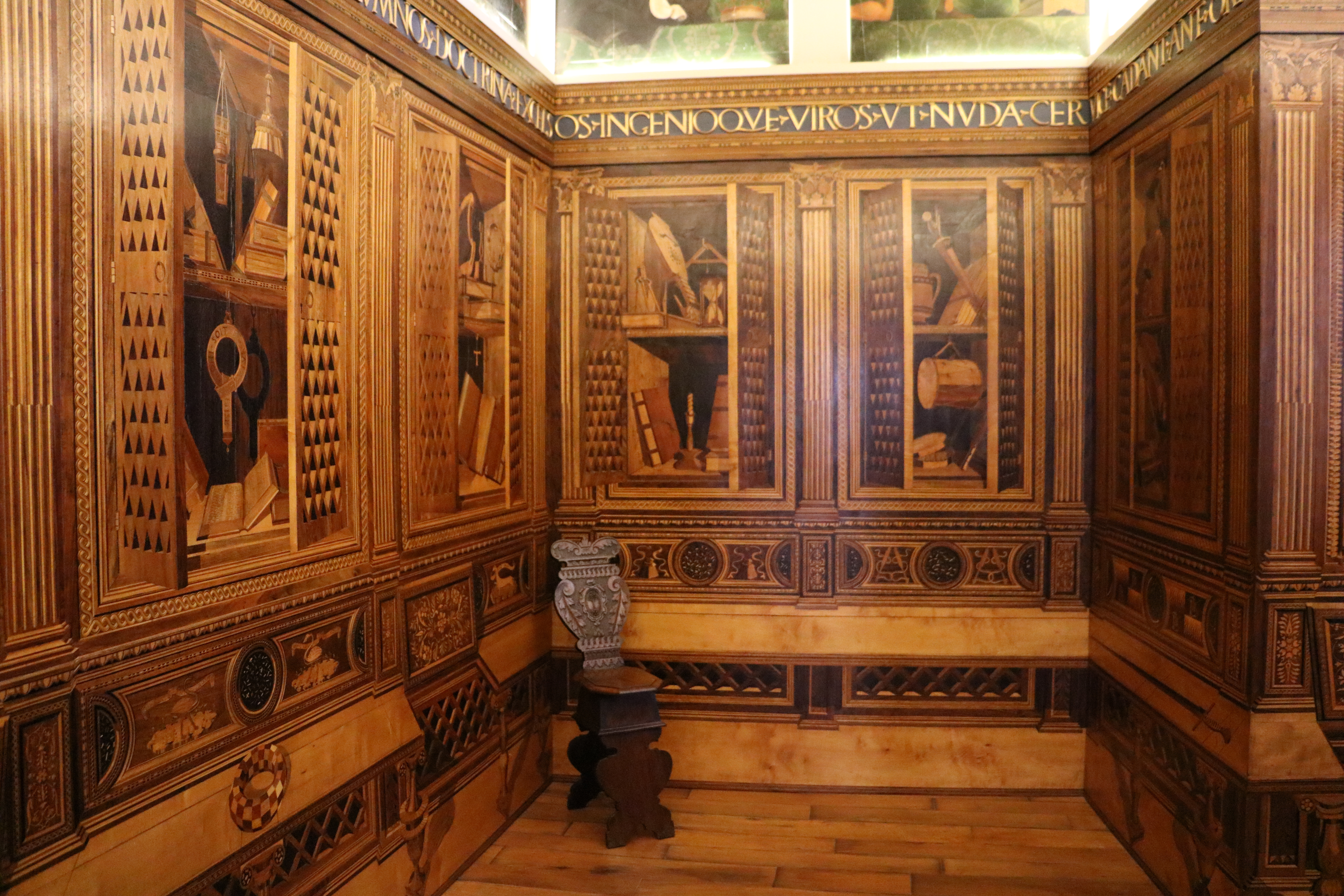
Студиоло Гвидобальдо да Монтефельтро герцогского дворца в Губбио. 1479–1482. Воссоздание
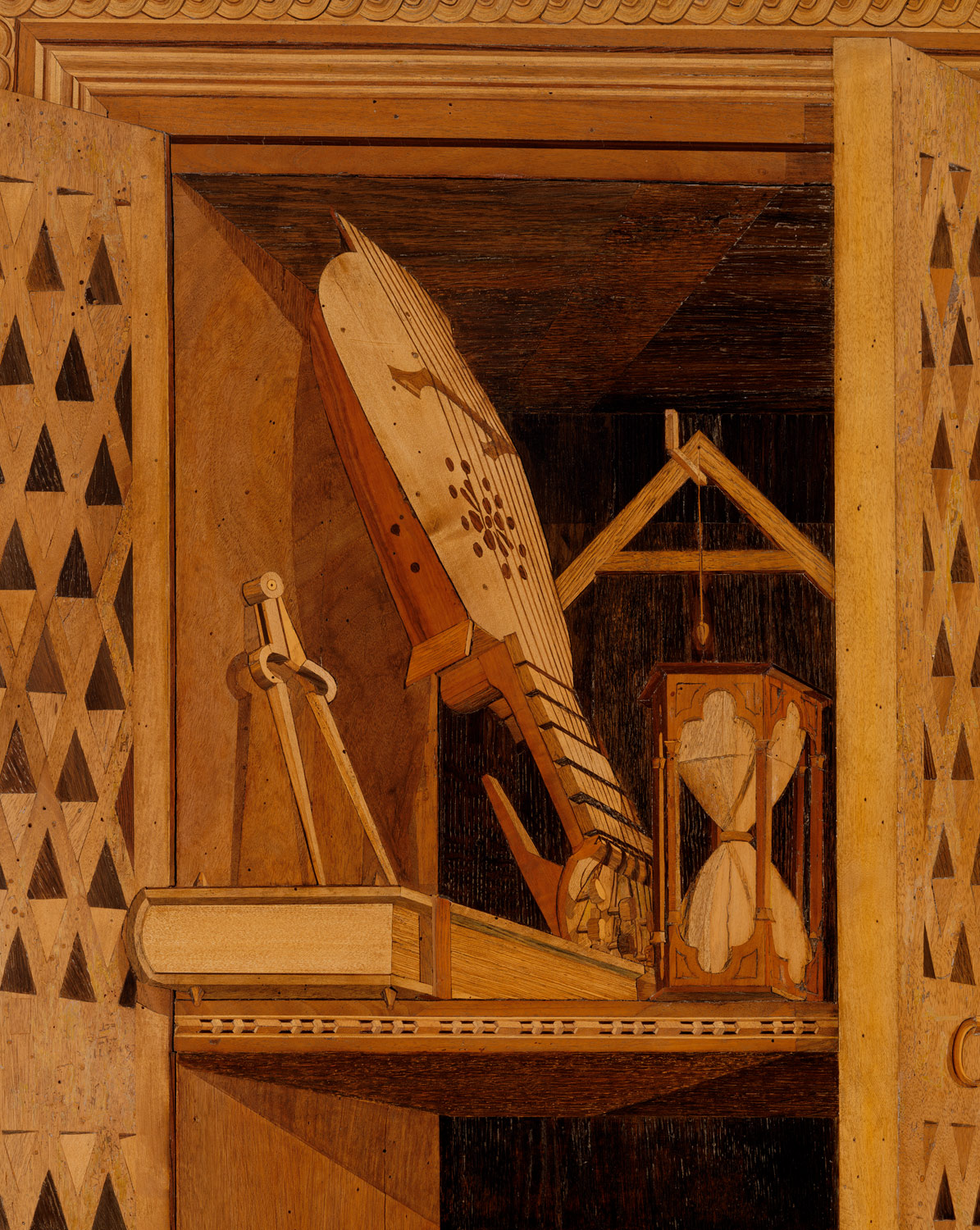
Деталь панно из Губбио
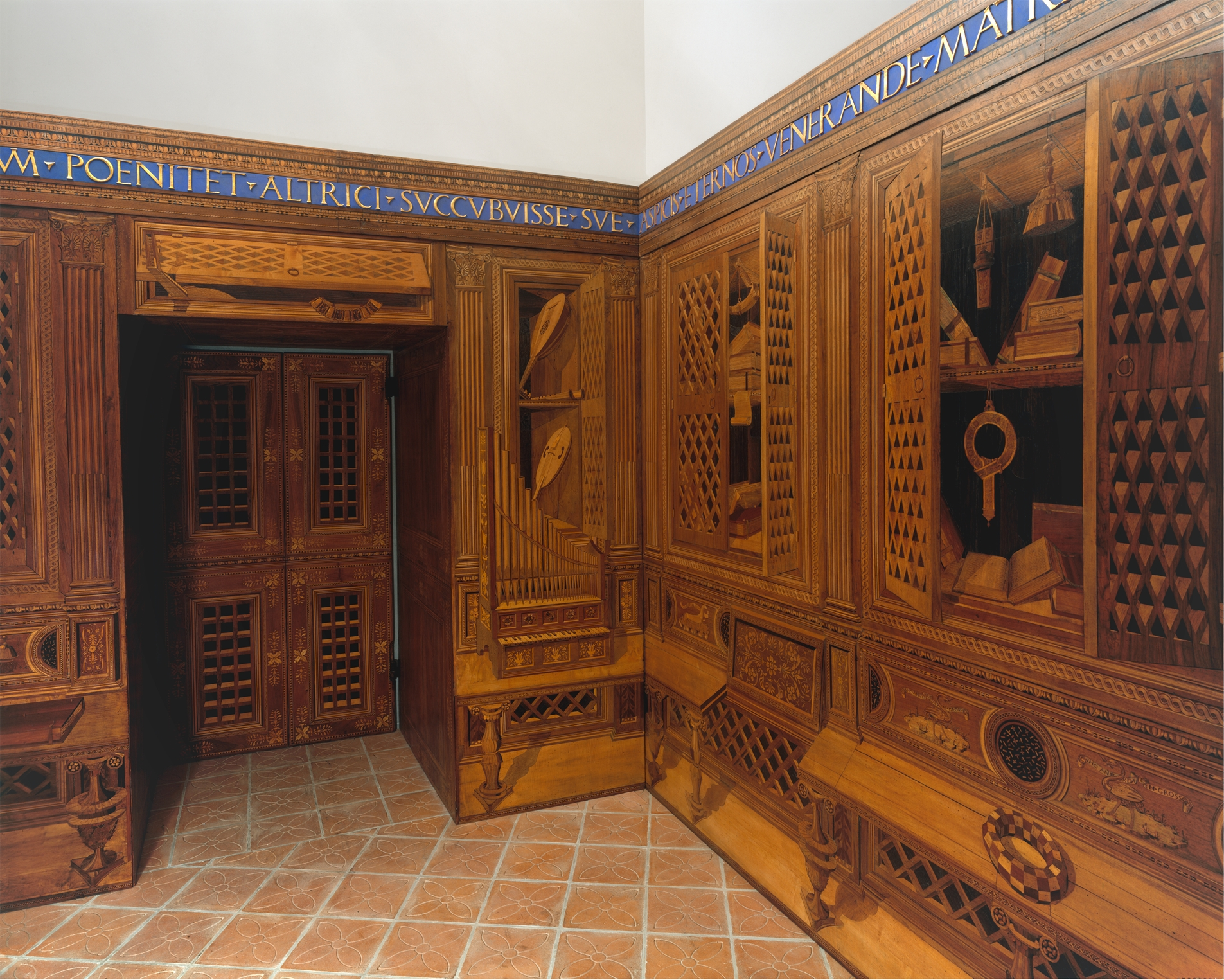
Студиоло Гвидобальдо да Монтефельтро из дворца в Губбио. Реплика в Метрополитен-музее в Нью-Йорке